# Železniční trať Kostelec u Jihlavy – Slavonice
Železniční trať Kostelec u Jihlavy – Slavonice (v jízdním řádu pro cestující označená číslem 227) je slepá jednokolejná regionální trať na území krajů Vysočina a Jihočeského. Odbočuje z celostátní trati 225 (Jihlava – Veselí nad Lužnicí) a obsluhuje města Třešť, Telč, Dačice a Slavonice. Je dlouhá 55,3 km a kromě výchozí stanice na ní nejsou žádné uzly. Z historických důvodů se na ní setkávají dvě staničení – jedno od Kostelce a druhé z protisměru, počítané od rakouské stanice Schwarzenau – která se lámou ve stanici Telč.

## Historie
Trať byla pro veřejnost zprovozněna 13. srpna 1898 z Kostelce u Jihlavy do Telče, kdy byl vypraven v 7:26 hodin první pravidelný smíšený vlak z Telče do Kostelce. Z Telče do Slavonic byla zprovozněna 7. září 1902 a dál do Rakouska (do uzlu Schwarzenau na hlavní trati Vídeň – Gmünd) byla zprovozněna o rok později (21. června 1903). Tvořila pak téměř 90 km dlouhou trať bez odboček, která propojovala českomoravskou transverzální dráhu s drahou císaře Františka Josefa a zajišťovala železniční spojení odlehlým rurálním oblastem západní Moravy a severního Waldviertelu.
Dne 22. května 1945 došlo k uzavření hranic mezi Československem a Rakouskem a skončila tak pravidelná doprava v přeshraničním úseku Slavonice – Fratres. Zrušený úsek má dobře zachovaný spodek, vyjma jednoho propadlého propustku, ale je silně zarostlý a jen obtížně průchozí. V roce 2003 byly podniknuty první kroky k obnově trati. Od roku 2006 jsou však prakticky všechna vyjádření rakouské strany k možnosti obnovení někdejší přeshraniční tratě negativní, zejména s odůvodněním vysokými finančními náklady. V roce 2014 byla na bývalém drážním tělese vybudována a otevřena pro provoz cyklostezka v úseku Slavonice – Fratres. V září 2014 bylo po dlouhých průtazích, zaviněných rakouskými aktivisty, vystaveno stavební povolení ke stavbě pokračování cyklostezky do rakouského Dobersbergu, kde na ni navazuje pokračování po tělese bývalé trati až do Waidhofenu.

## Budoucnost
Správa železnic plánuje kompletní modernizaci tratě, v rámci níž má dojít ke zvýšení traťové rychlosti z 50 km/h na 60–80 km/h a kompletní výměně staničního i traťového zabezpečovacího zařízení s možností dálkového řízení provozu. Tento projekt se měl původně realizovat v letech 2021–2022, v roce 2023 byl však uváděn termín realizace 2026–2027.

## Navazující tratě

### Kostelec u Jihlavy
- Trať 225 Veselí nad Lužnicí – Jindřichův Hradec – Horní Cerekev – Kostelec u Jihlavy – Jihlava – Dobronín – Havlíčkův Brod

## Fotogalerie

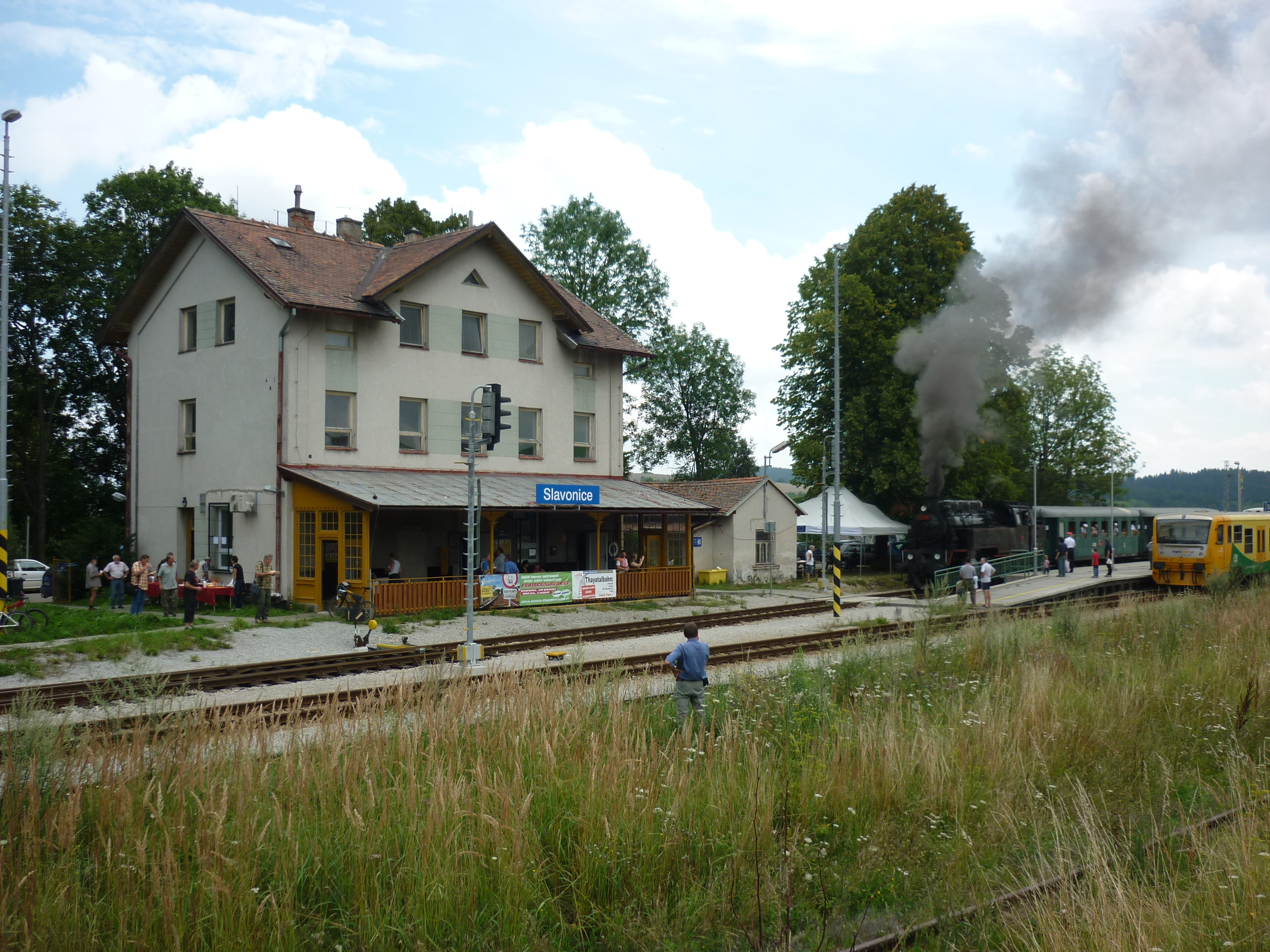
Slavonice
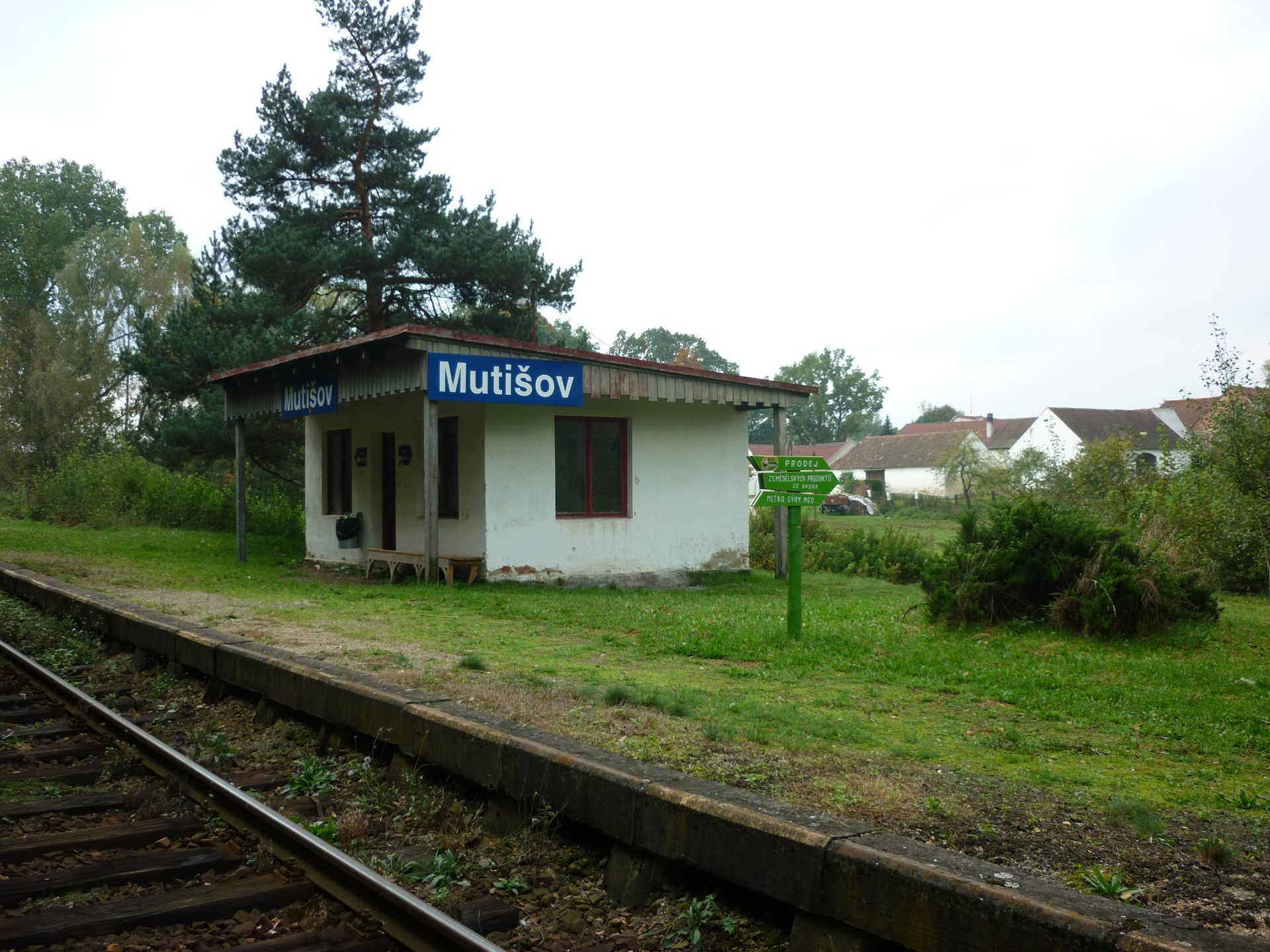
Mutišov
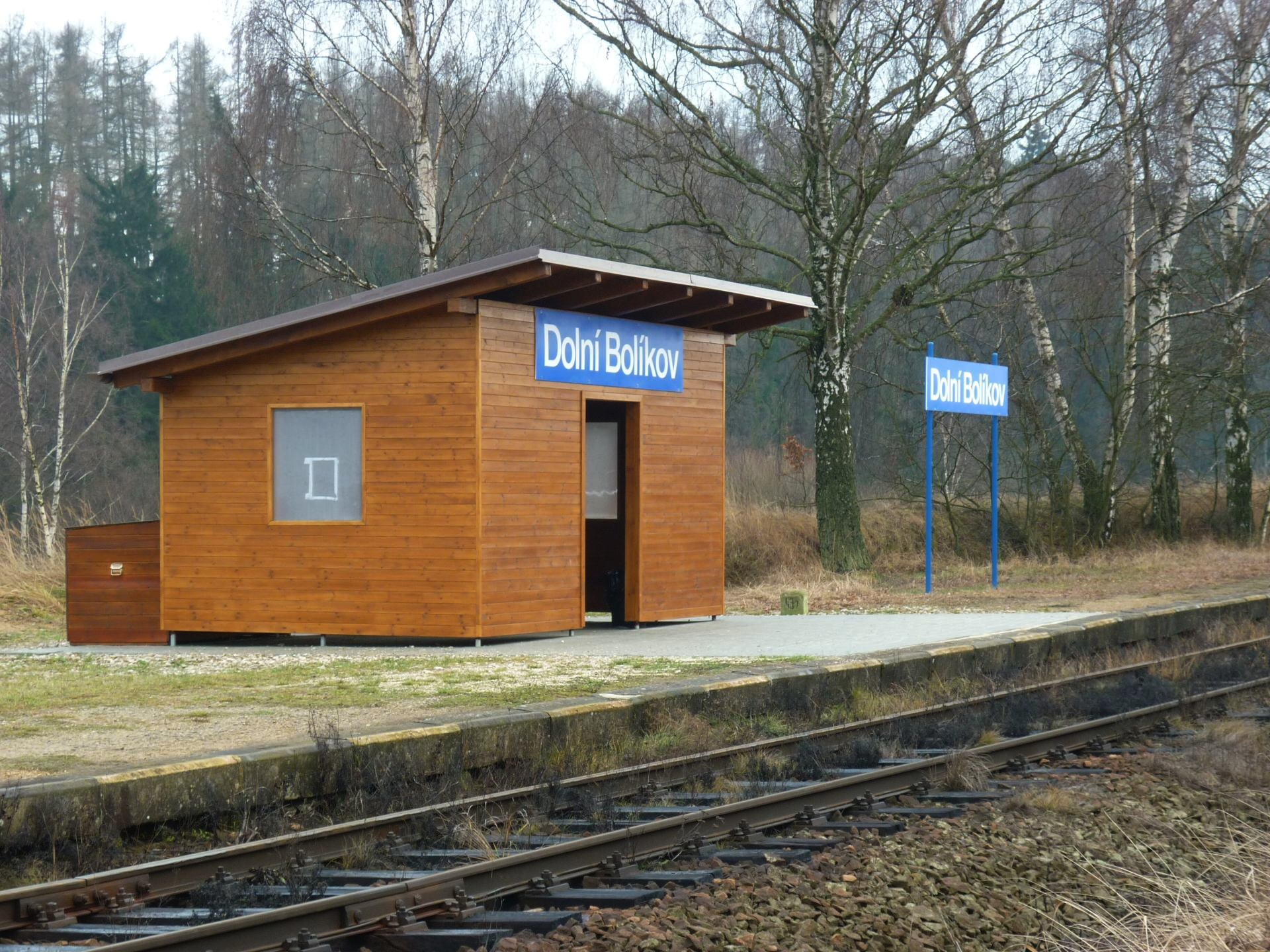
Dolní Bolíkov
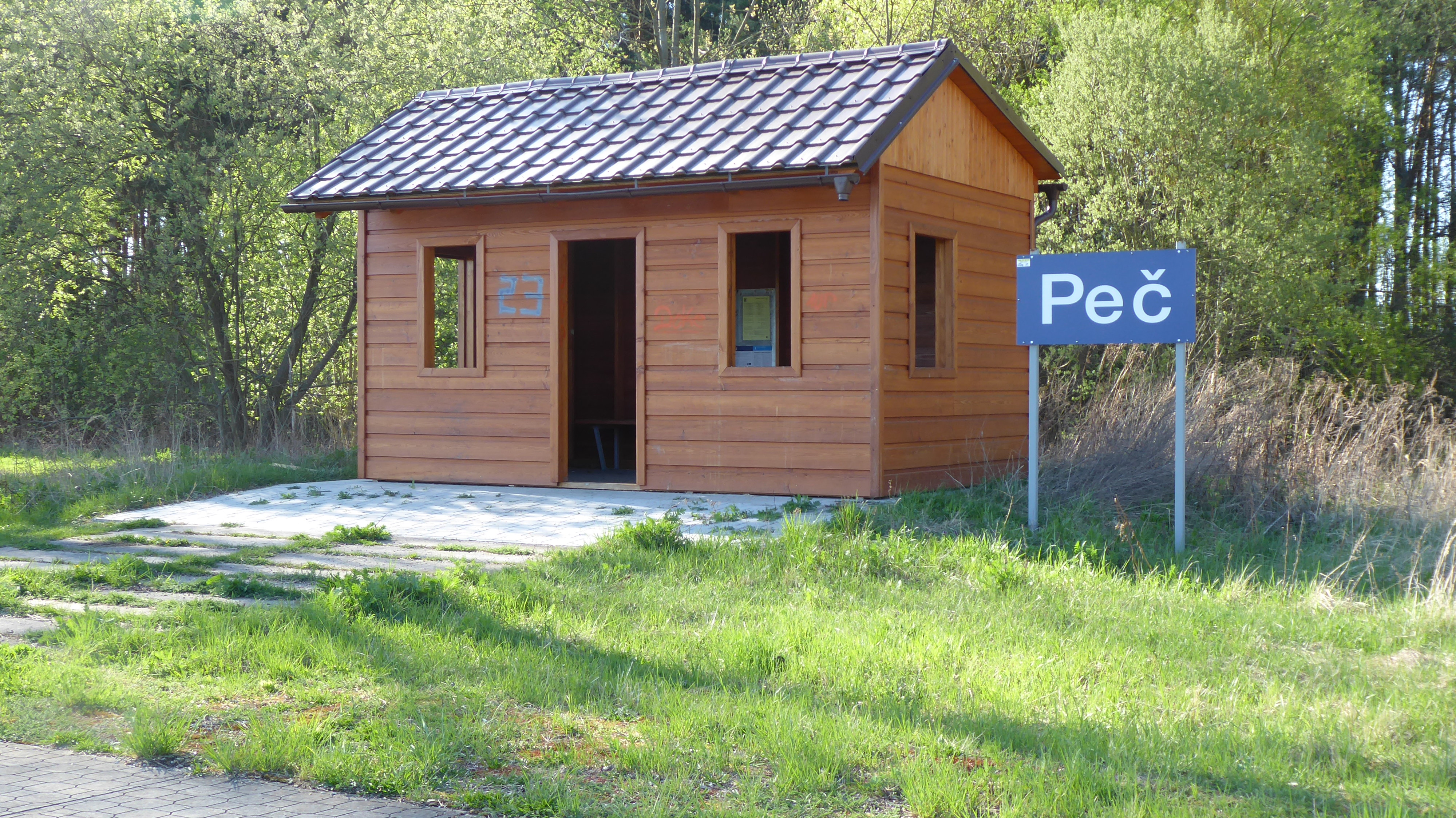
Peč
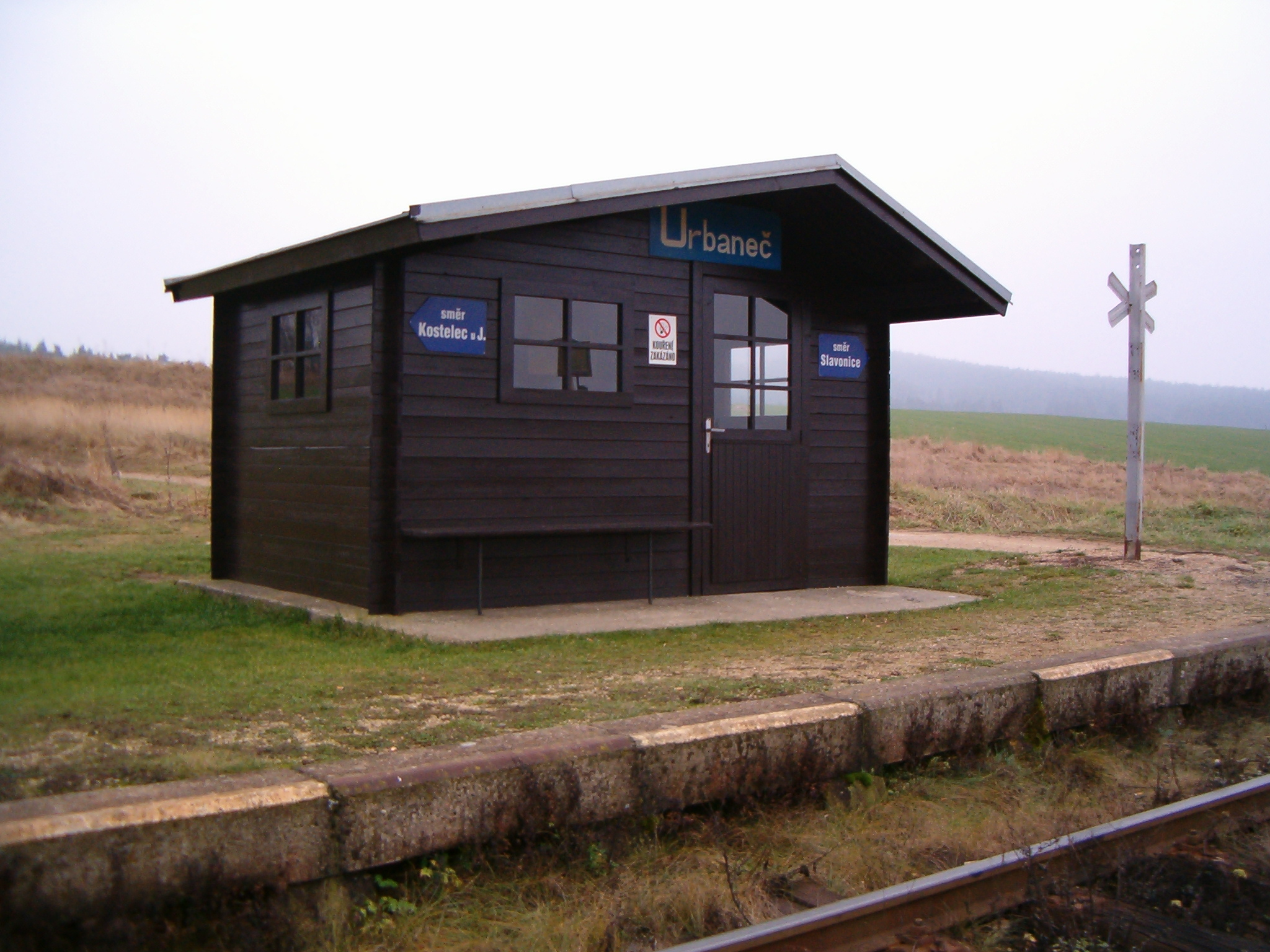
Urbaneč
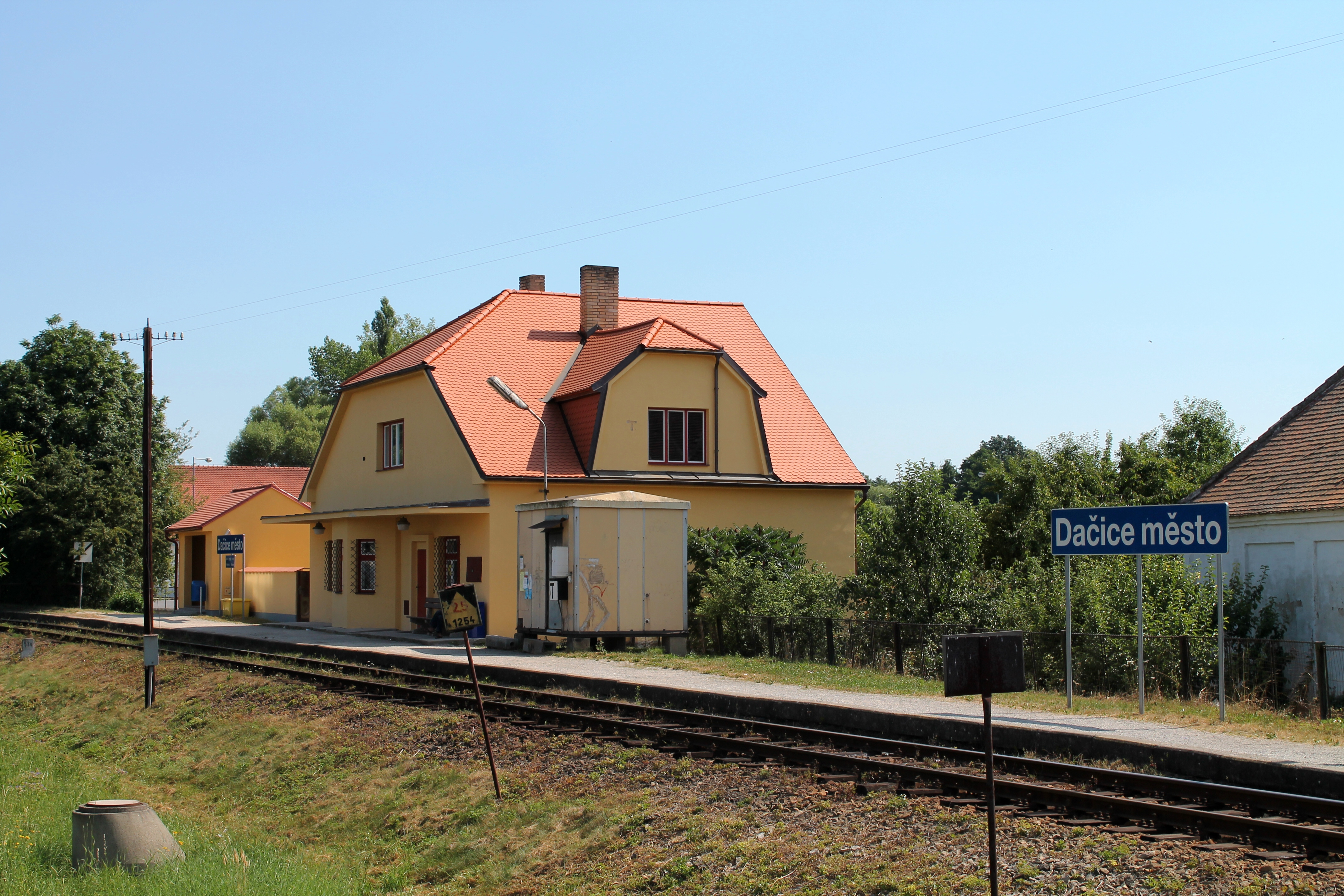
Dačice město
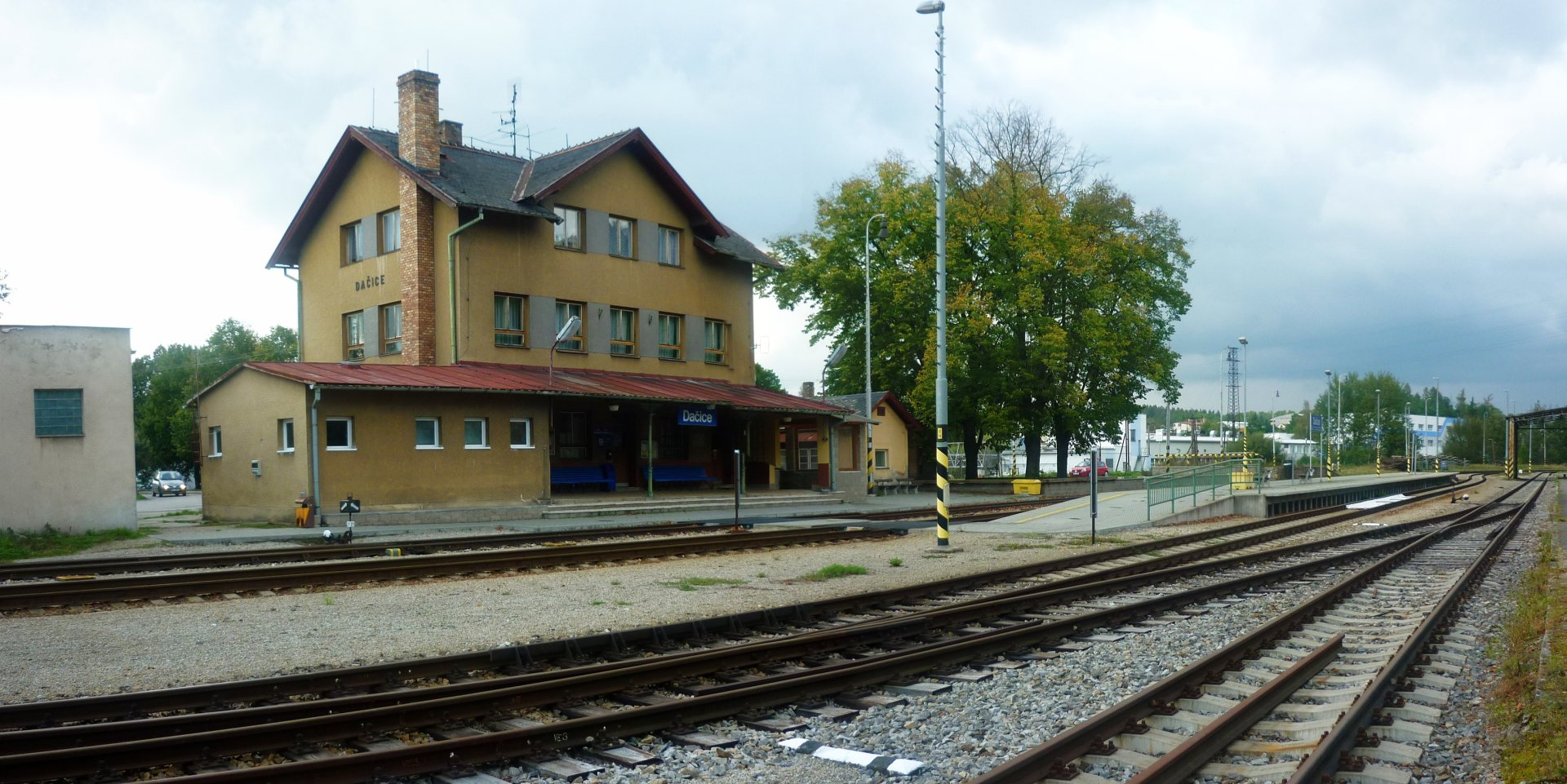
Dačice
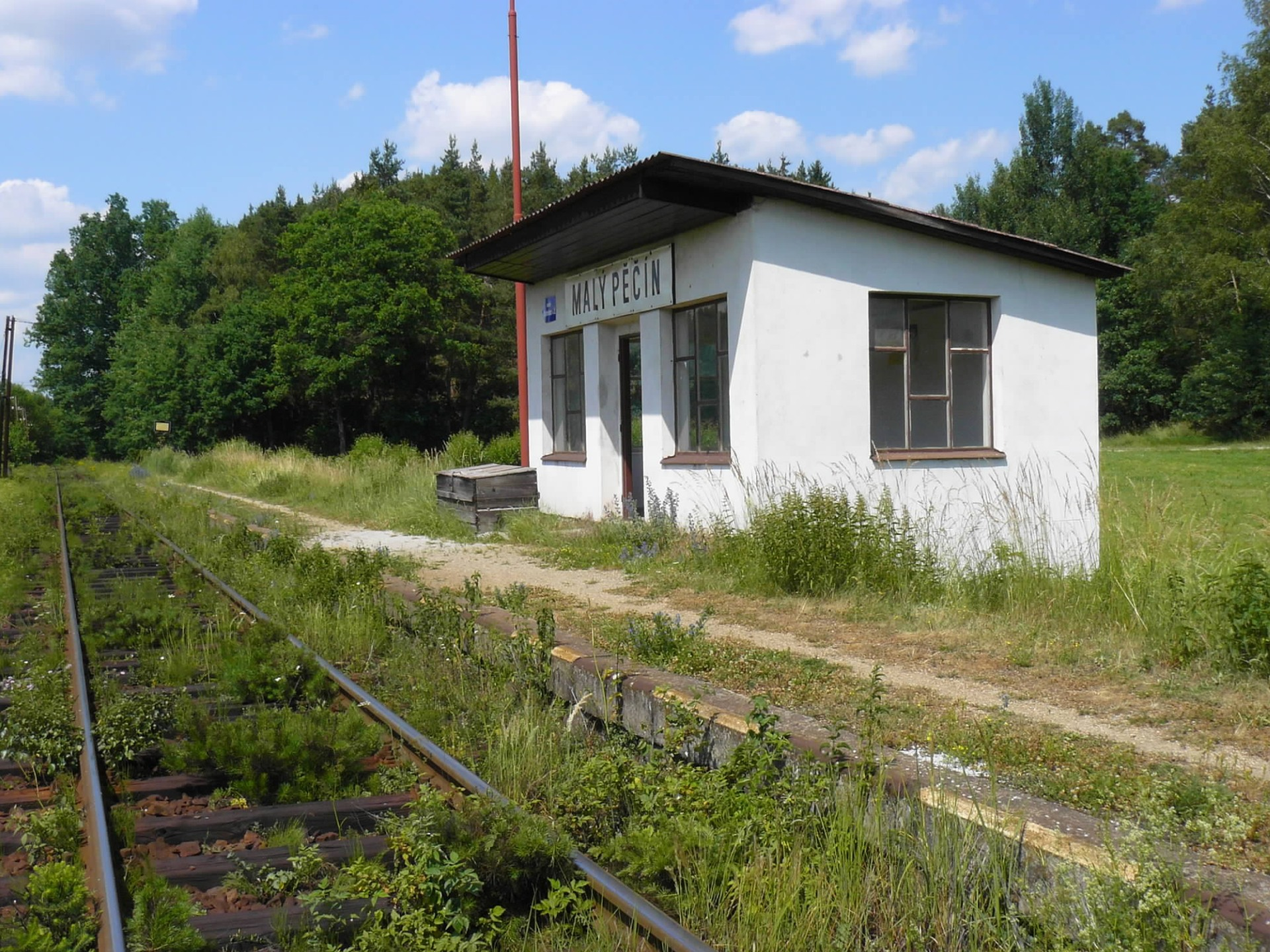
Malý Pěčín
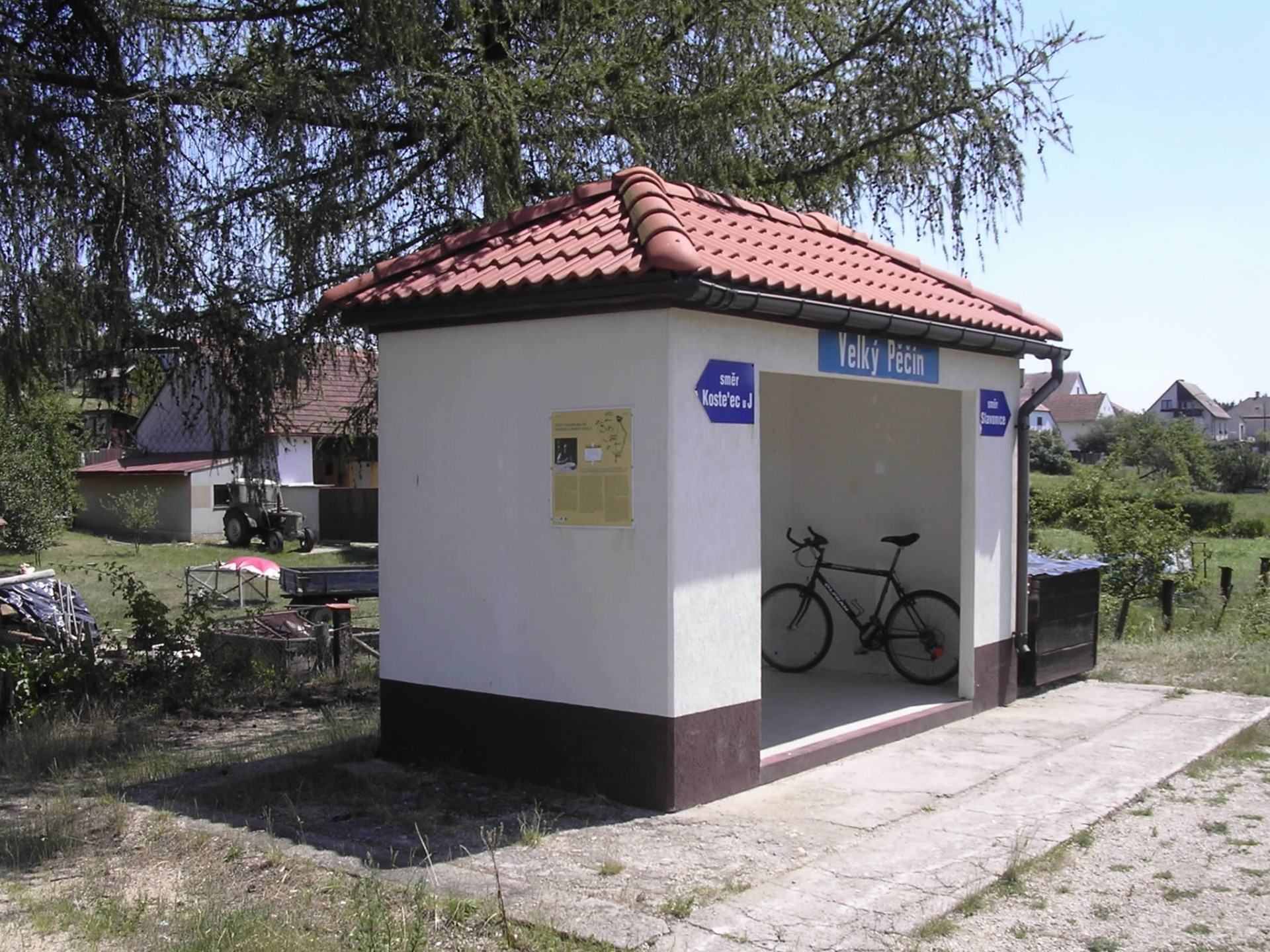
Velký Pěčín
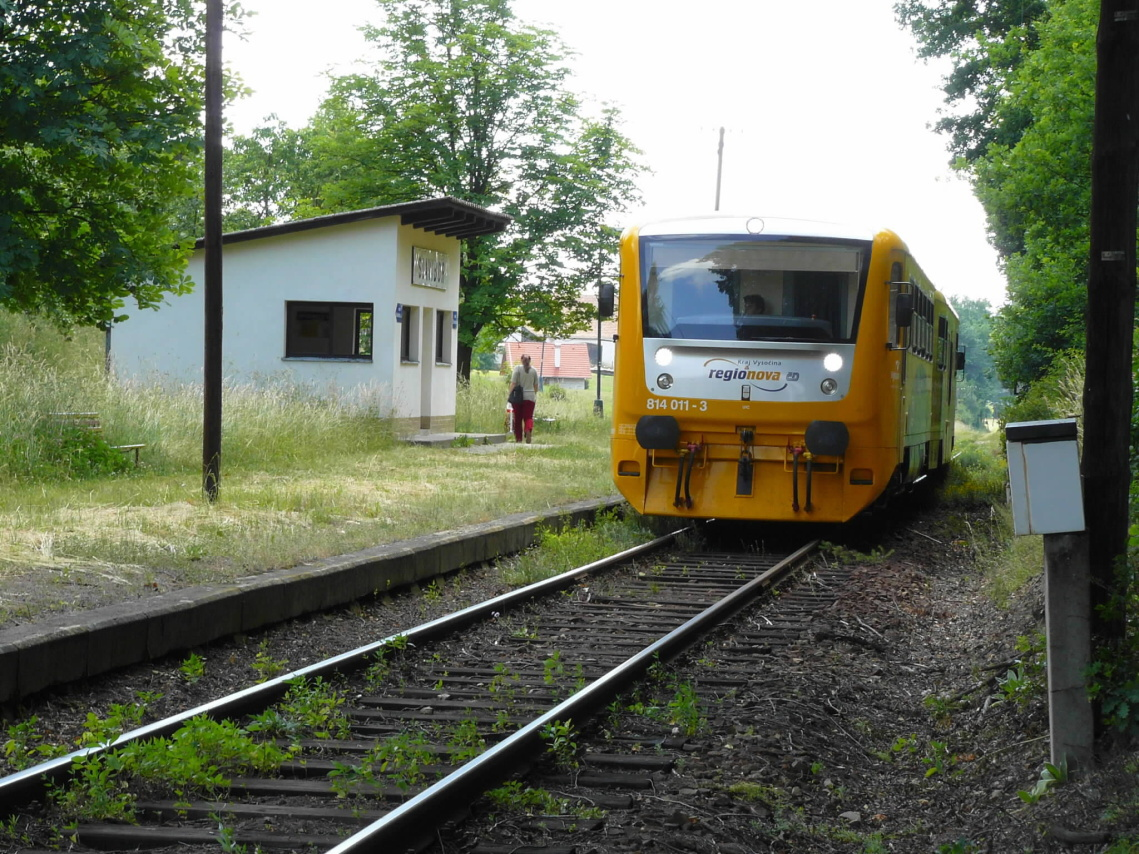
Slaviboř
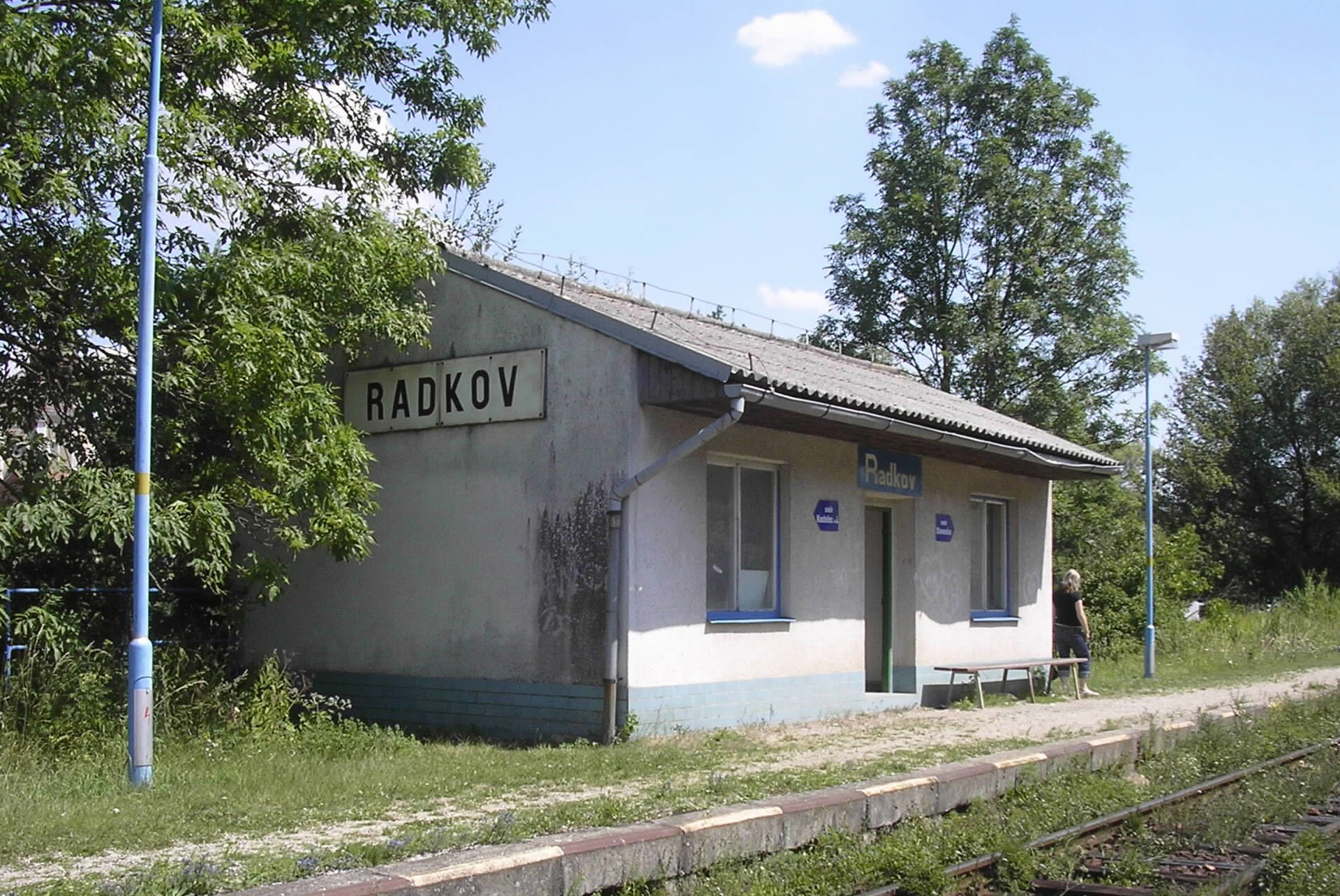
Radkov
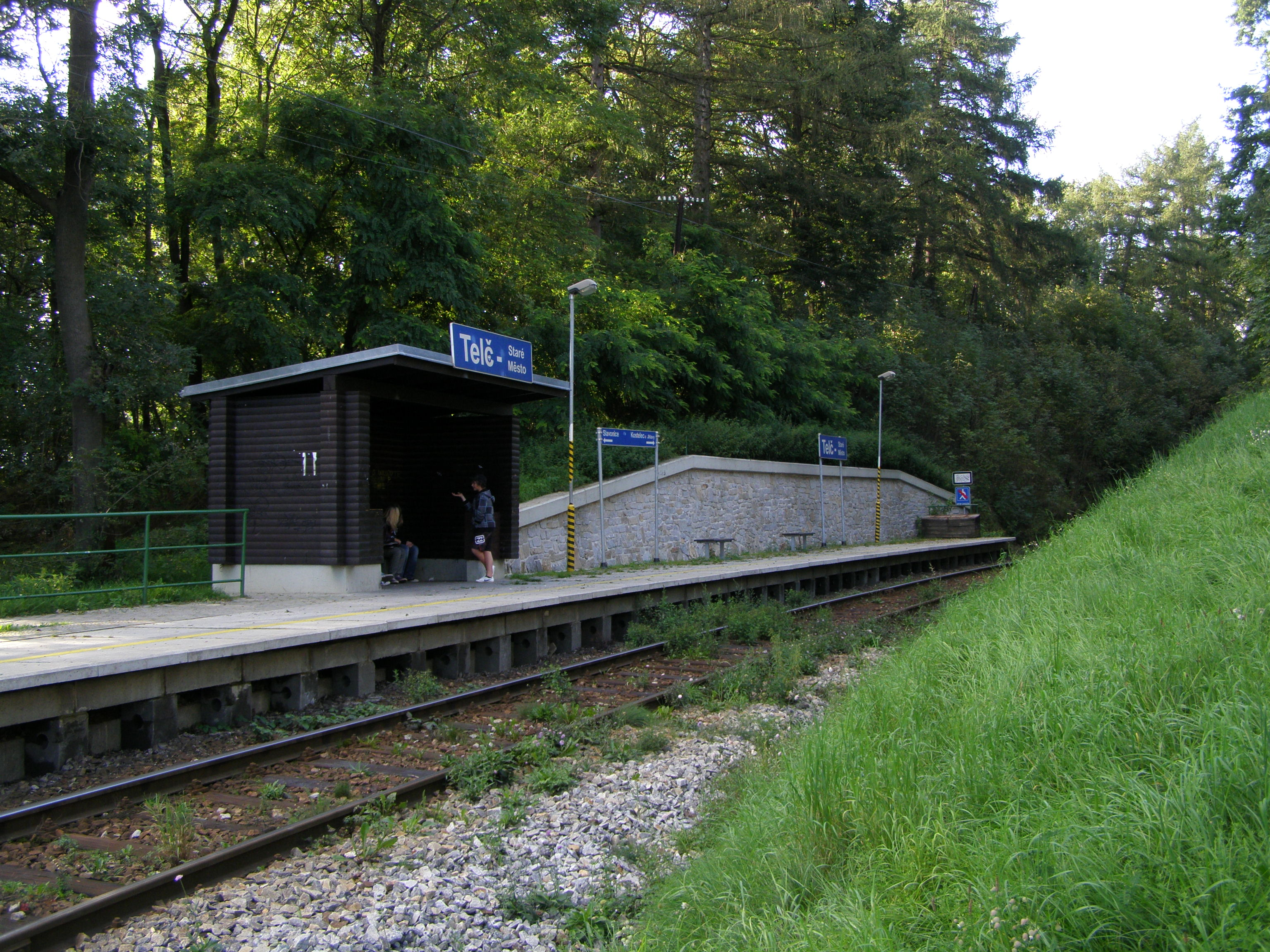
Telč-Staré Město
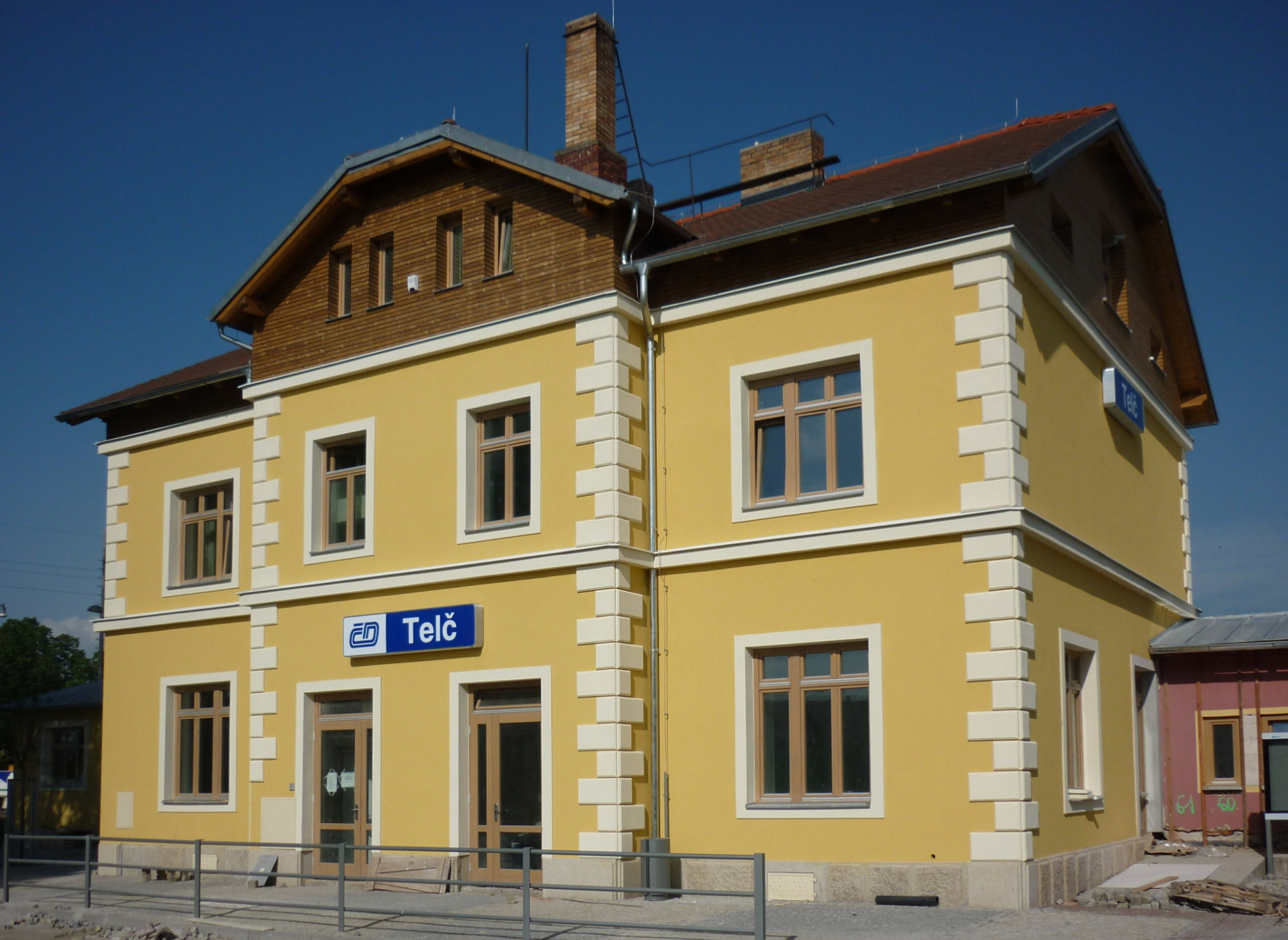
Telč
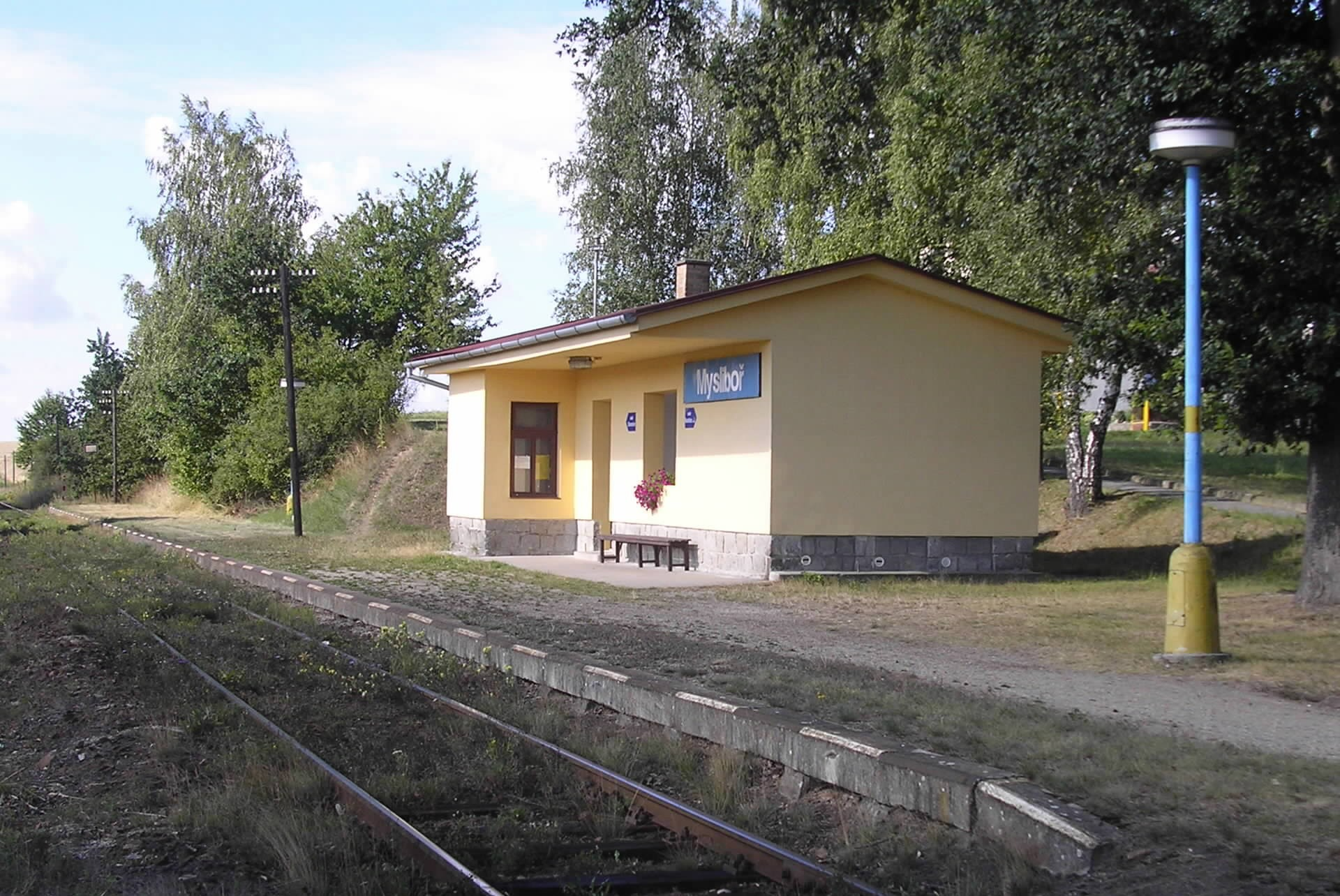
Mysliboř
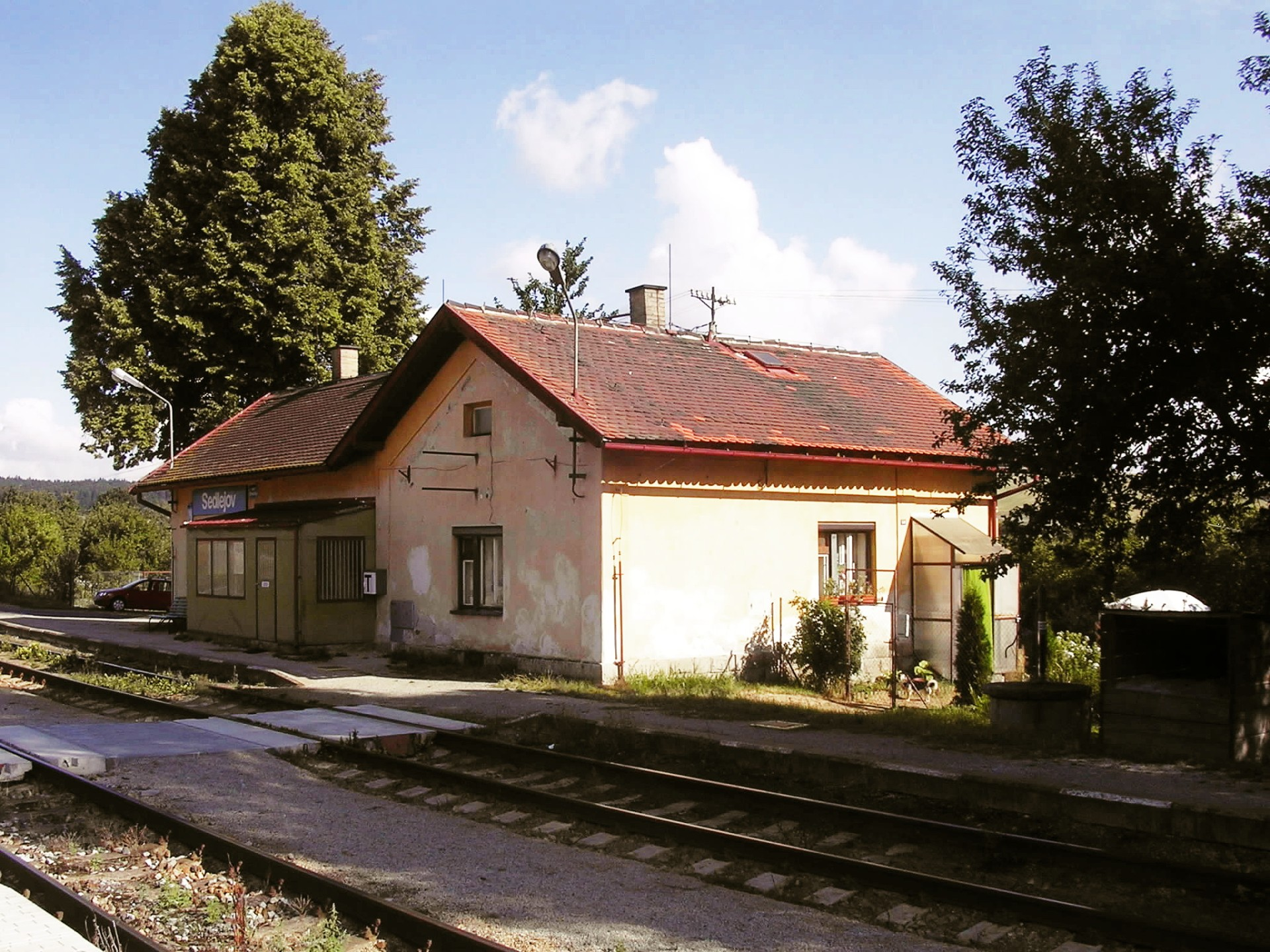
Sedlejov
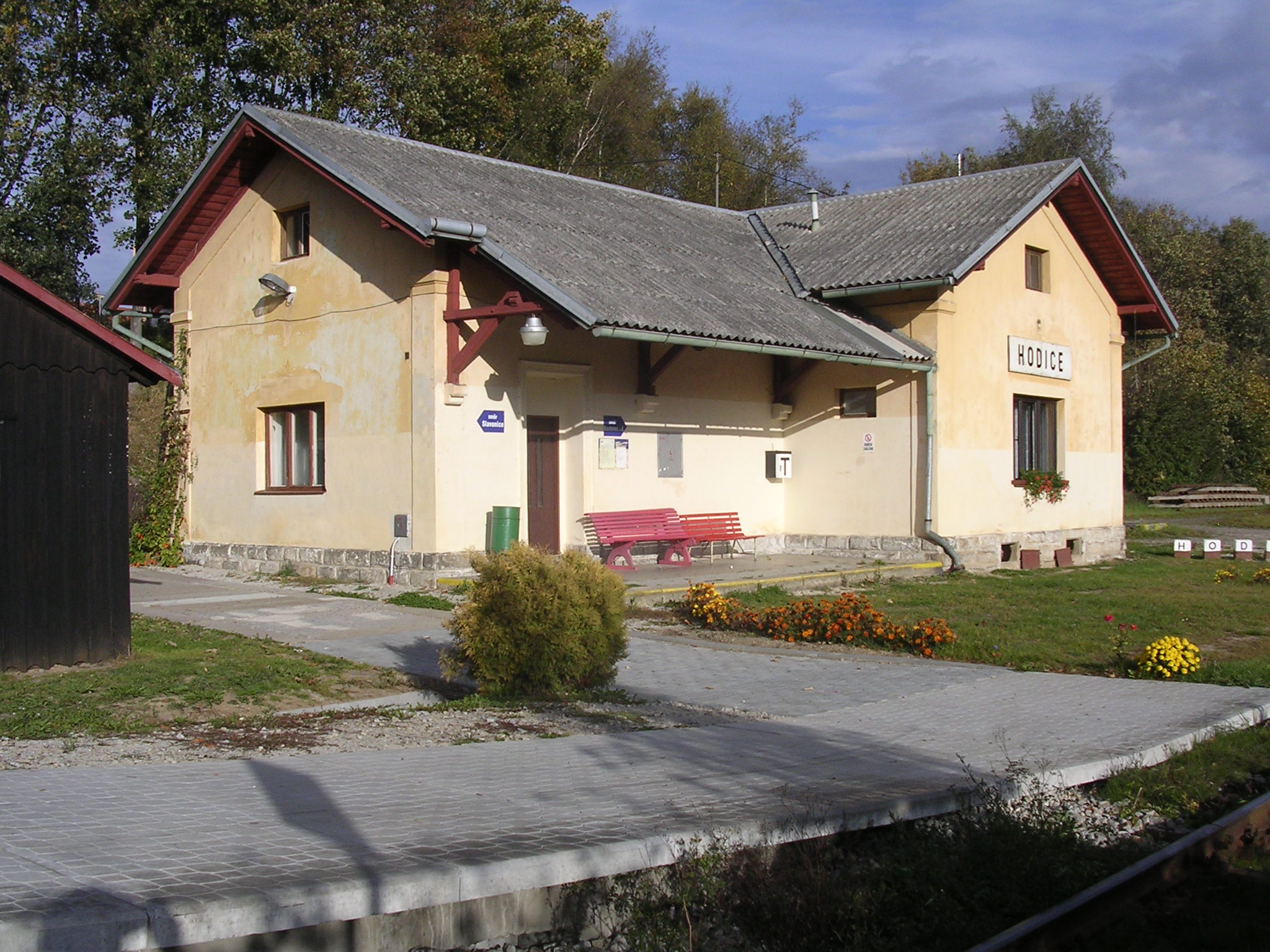
Hodice
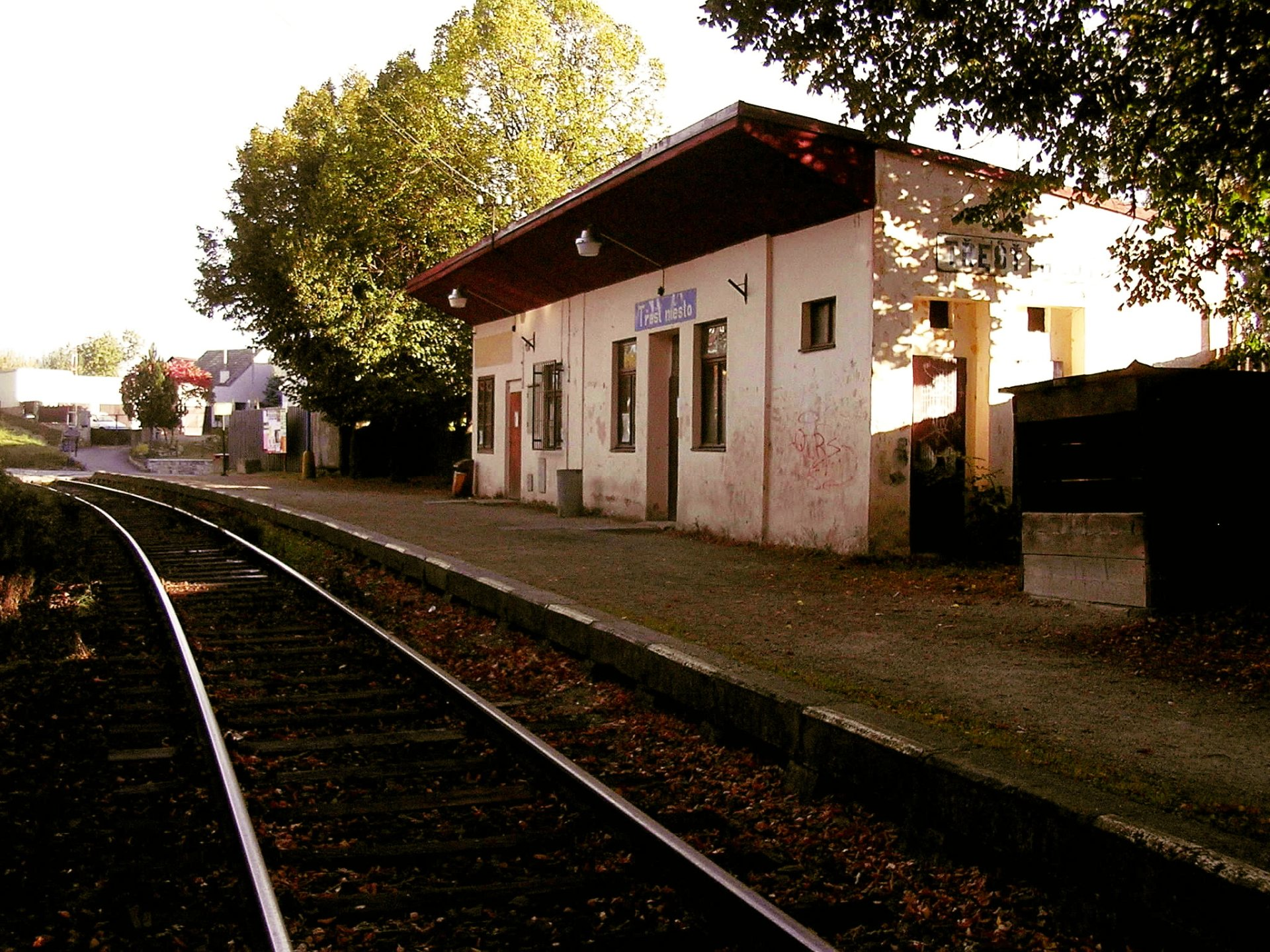
Třešť město
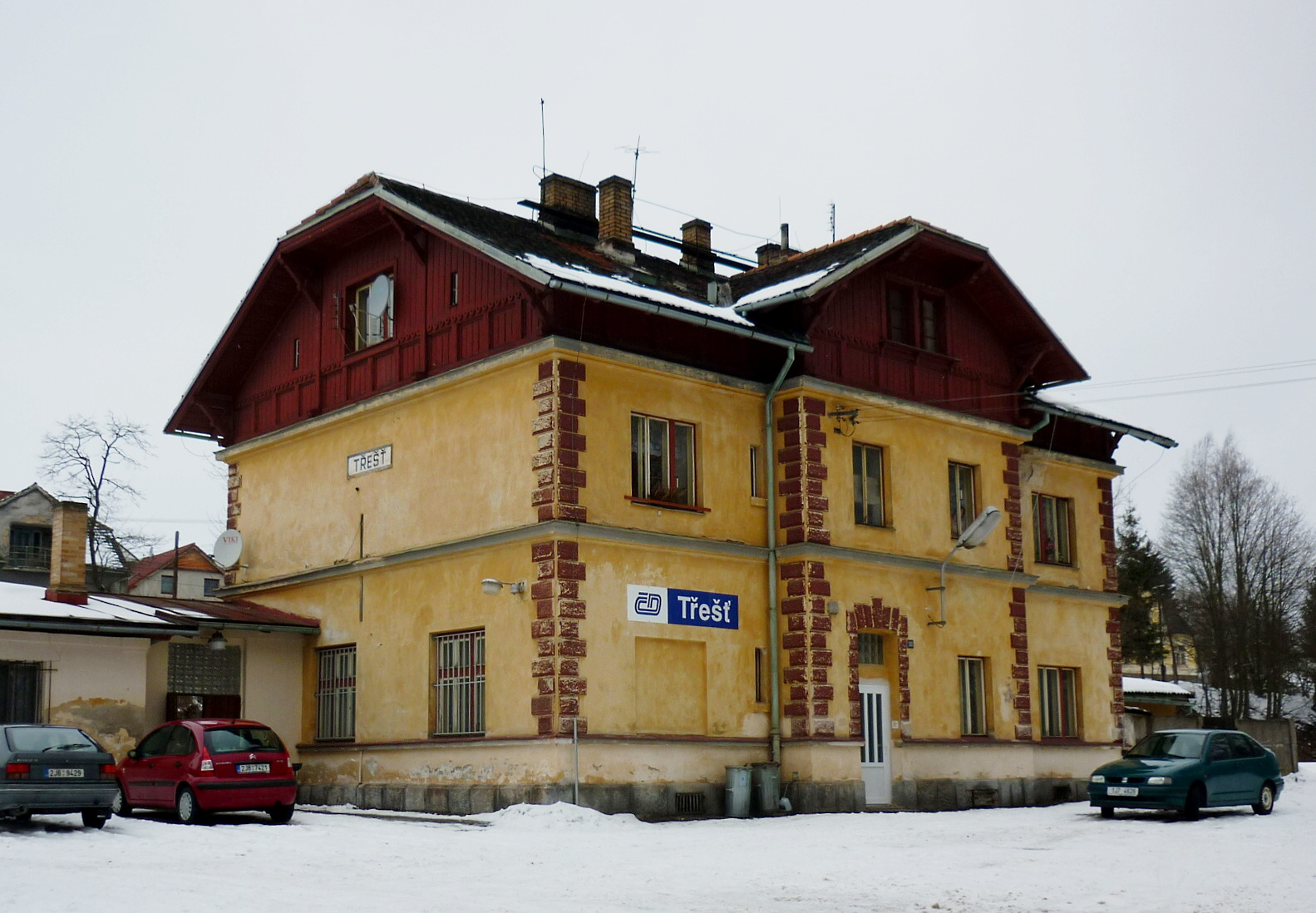
Třešť
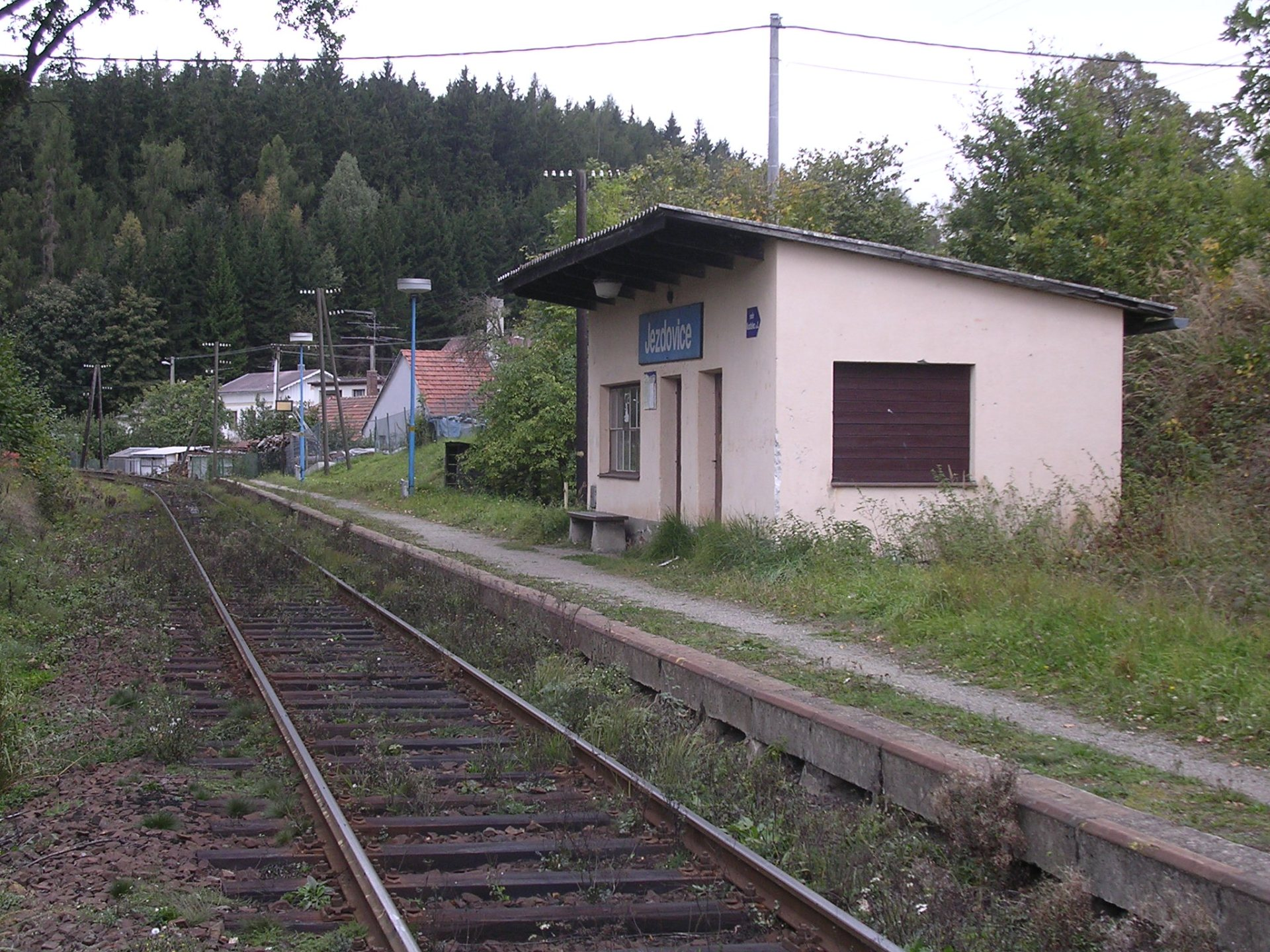
Jezdovice
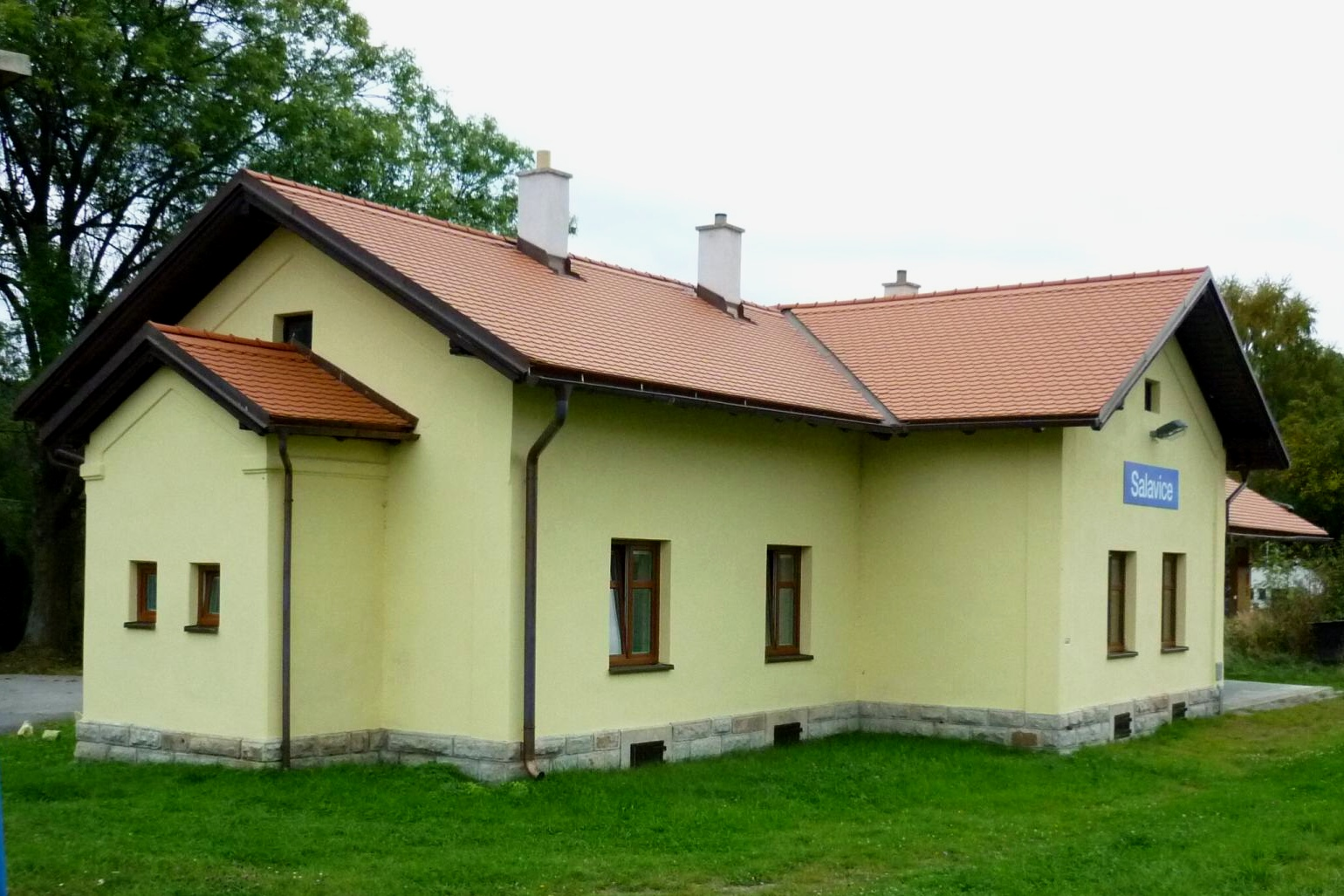
Salavice
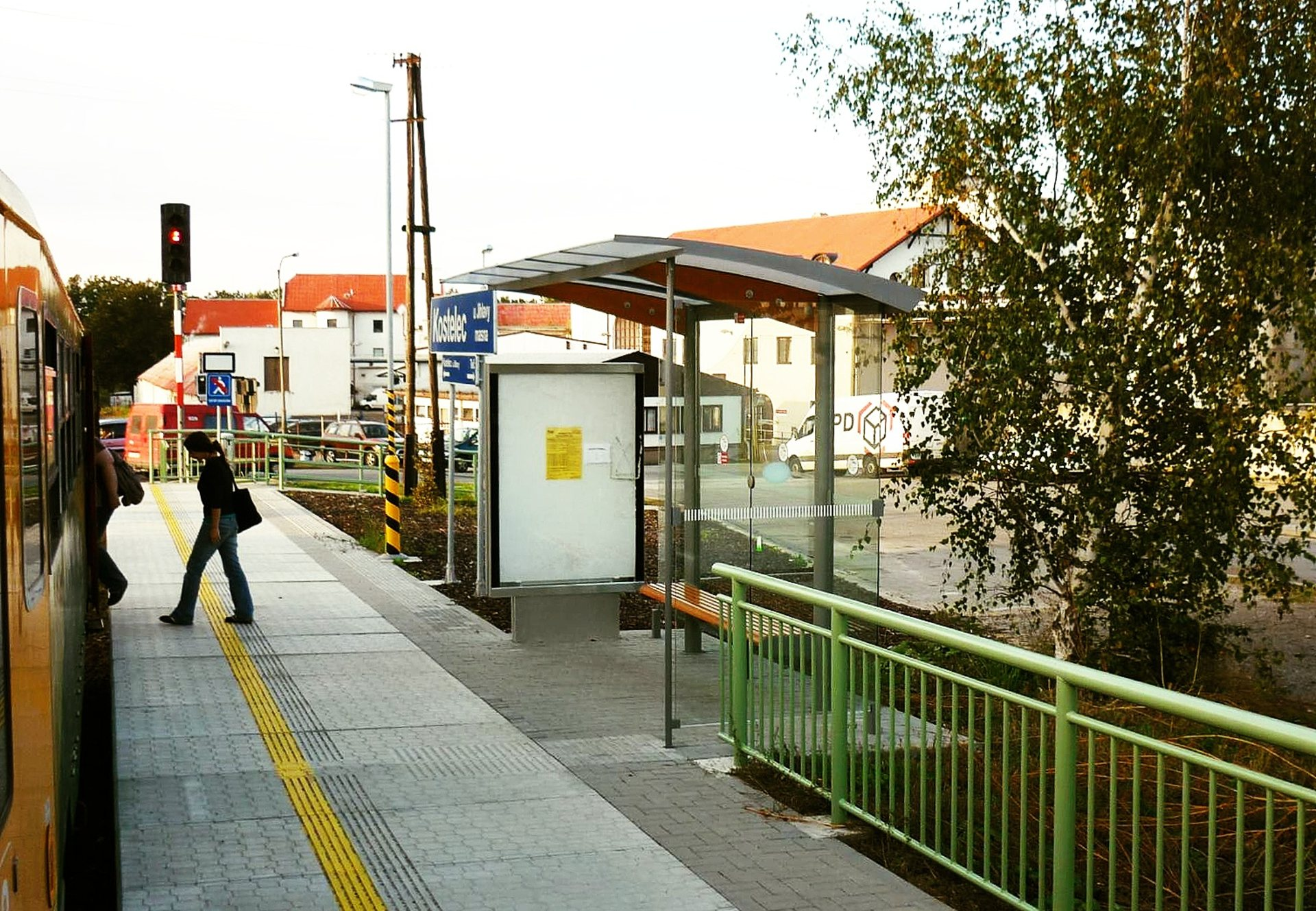
Kostelec u Jihlavy masna
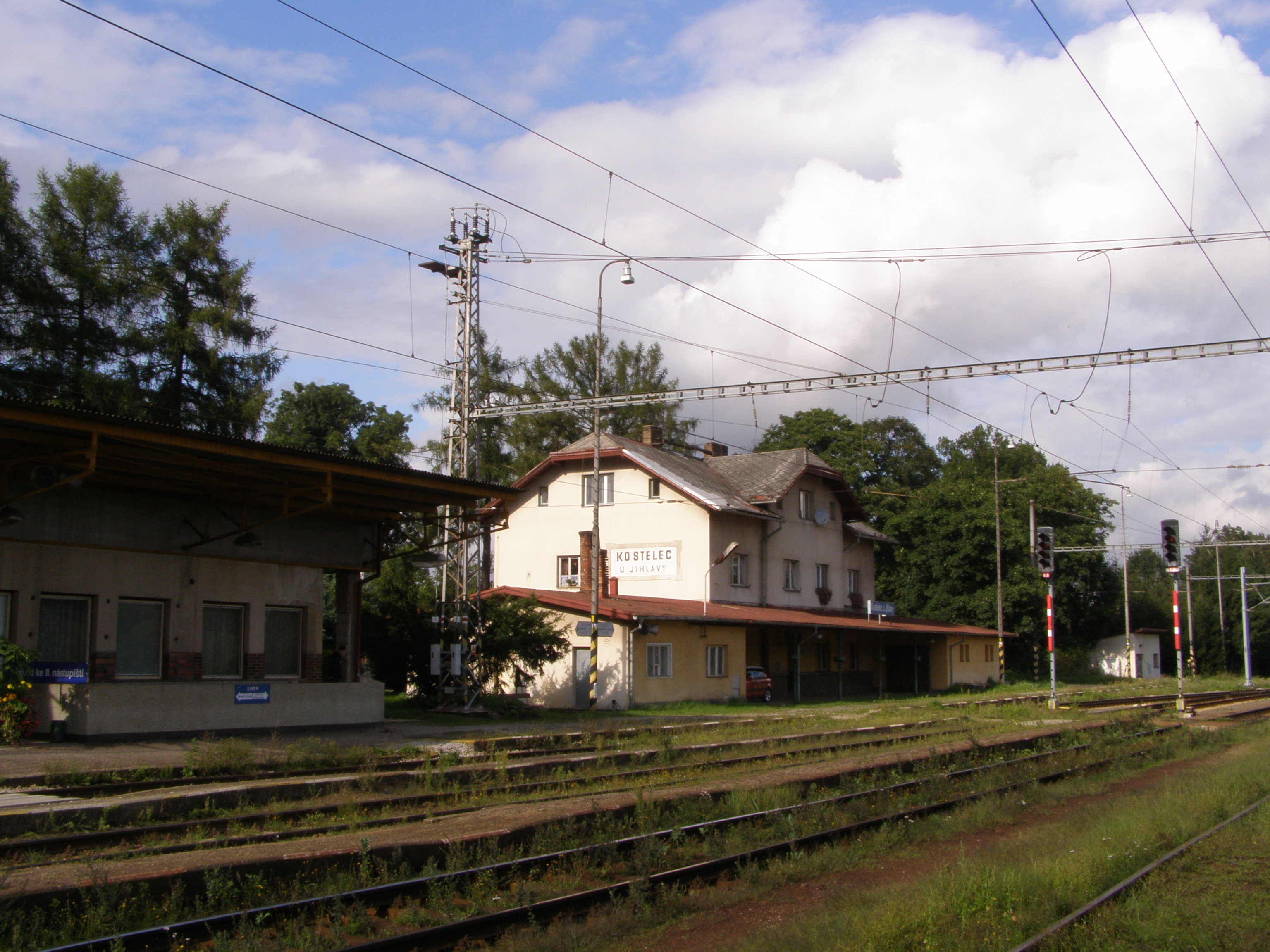
Kostelec u Jihlavy